# Рупя
Рупя (рум. Rupea) — місто у повіті Брашов в Румунії. Адміністративно місту також підпорядковане село Фішер (населення 453 особи, 2002 рік).
Місто розташоване на відстані 190 км на північ від Бухареста, 52 км на північний захід від Брашова, 149 км на південний схід від Клуж-Напоки.

## Населення
За даними перепису населення 2002 року у місті проживали 5759 осіб.
Національний склад населення міста:
| Національність | Кількість осіб | Відсоток |
| -------------- | -------------- | -------- |
| румуни         | 4063           | 70,6%    |
| угорці         | 1245           | 21,6%    |
| цигани         | 338            | 5,9%     |
| німці          | 110            | 1,9%     |
| хорвати        | 1              | < 0,1%   |
| поляки         | 1              | < 0,1%   |
| італійці       | 1              | < 0,1%   |

Рідною мовою назвали:
| Мова       | Кількість осіб | Відсоток |
| ---------- | -------------- | -------- |
| румунська  | 4408           | 76,5%    |
| угорська   | 1247           | 21,7%    |
| німецька   | 96             | 1,7%     |
| циганська  | 5              | 0,1%     |
| турецька   | 1              | < 0,1%   |
| хорватська | 1              | < 0,1%   |
| італійська | 1              | < 0,1%   |

Склад населення міста за віросповіданням:
| Релігія                                       | Кількість осіб | Відсоток |
| --------------------------------------------- | -------------- | -------- |
| православні                                   | 4069           | 70,7%    |
| римо-католики                                 | 475            | 8,2%     |
| реформати                                     | 363            | 6,3%     |
| унітарії                                      | 339            | 5,9%     |
| п'ятдесятники                                 | 291            | 5,1%     |
| лютерани (Аугсбурзького сповідання)           | 87             | 1,5%     |
| лютерани (Синодально-пресвітеріанська церква) | 75             | 1,3%     |
| греко-католики                                | 24             | 0,4%     |
| не релігійні                                  | 7              | 0,1%     |
| адвентисти                                    | 6              | 0,1%     |
| лютерани                                      | 5              | 0,1%     |
| баптисти                                      | 4              | 0,1%     |
| атеїсти                                       | 2              | < 0,1%   |
| не вказали релігію                            | 1              | < 0,1%   |

## Відомі особистості
В поселенні народився:
- Дьюла Ласло (1910—1998) — угорський історик, археолог, художник.

## Зовнішні посилання
- Дані про місто Рупя на сайті Ghidul Primăriilor